# 游本中
游本中（英文名為Pen-Chung Yew，男），資訊學者，現任中央研究院資訊科學研究所通信研究員，主要研究領域為高性能低功率多核心計算機架構。

## 學歷
- 國立台灣大學電機工程學系學士（1972年）。
- 美國伊利諾大學香檳分校資訊工程博士（1981年）。

## 簡歷
- 美國明尼蘇達大學雙城分校資訊工程學系教授（1994—2008）
- 美國明尼蘇達大學雙城分校資訊工程學系系主任（2000—2005）
- 中央研究院資訊科學研究所特聘研究員兼任所長（2008—2011）

## 專業榮譽
- 電機電子工程師學會會士（Fellow，IEEE）

## 外部連結
- 游本中 （页面存档备份，存于）的個人網頁

| 學術機關職務  | 學術機關職務                                         | 學術機關職務          |
| ------------- | ---------------------------------------------------- | --------------------- |
| 前任： 李德財 | 中央研究院資訊科學所所長 2008年9月14日—2011年8月31日 | 繼任： 許聞廉（代理） |